# 新北市永和區頂溪國民小學
新北市立頂溪國民小學，是位於台灣新北市永和區的一個已經有60多年歷史的小學。

## 簡史
頂溪國小於1954年8月成立，為「台北縣中和鄉溪洲國校頂溪分校」。1955年獨立設校，成為「台北縣中和鄉頂溪國民學校」。到了1958年，永和自中和分鄉設鎮，更名為「台北縣永和鎮頂溪國民學校」。1968年，台灣政府實施九年國民義務教育，校名改為「台北縣永和鎮頂溪國民小學」。1979年永和改鎮為市，更名為「台北縣永和市頂溪國民小學」。2010年台北縣升格為直轄市，更名為「新北市永和區頂溪國民小學」。

## 學區
基本學區
忠義里、永成里、仁愛里、頂溪里、後溪里、上溪里、信義里、文化里、新廍里、河堤里、新生里（1-14鄰）、中溪里（-18鄰）、下溪 里（1-11鄰）、大同里（-9鄰）
自由學區
一、中溪里（13鄰）【頂溪、永平國小自由學區】 
二、新生里（15-18鄰）、中溪里（1-12、14-20鄰）、下溪里（9-15鄰）、大同里（-18鄰）【永和區永平、頂溪國小自由學區】

## 歷任校長
- 李廉齋（1955年─1968年8月）
- 王業平（1968年8月─1973年10月）
- 蕭吉洋（1973年10月─1978年8月）
- 單長平（1978年8月─1984年8月）
- 許惠川（1984年8月─1992年8月）
- 廖進松（1992年8月─1995年8月）
- 蘇勝原（1995年8月─2003年8月）
- 吳淑芳（2003年8月─2010年8月）
- 尹廉榮（2010年8月─2013年8月）
- 羅文興（2013年8月─2018年8月）
- 柯志賢（2018年8月─2024年8月）
- 芳文儀（2024年8月─至今）

## 知名校友
- 萧蔷
- 曾國城
- 林德福
- 言承旭
- 連斐璠